# Fejervarya pierrei
Fejervarya pierrei е вид жаба от семейство Dicroglossidae. Видът не е застрашен от изчезване.

## Разпространение
Разпространен е в Бангладеш и Непал.

## Описание
Популацията на вида е стабилна.